# Какшансола
Какшансо́ла (рос. Какшансола, марій. Какшансола) — присілок у складі Медведевського району Марій Ел, Росія. Входить до складу Сенькинського сільського поселення.
Стара назва — Кокшансола.

## Населення
Населення — 117 осіб (2010; 112 у 2002).
Національний склад (станом на 2002 рік):
- лучні марійці — 94 %